# Kwaidan (film)
Kwaidan (怪談?, Kaidan, lett. "Storie di fantasmi") è un film del 1964 diretto da Masaki Kobayashi. La pellicola vinse il Premio Speciale della Giuria al Festival di Cannes 1965, oltre ad ottenere una candidatura ai Premi Oscar 1966 come  miglior film straniero.

## Trama
Il film è diviso in quattro episodi:

### Kurokami(Capelli neri)
Nella Kyoto del tardo medioevo, un giovane samurai, trovatosi in povertà, accetta di prendere servizio presso un signore di una lontana provincia e abbandona l'addolorata moglie. Passano alcuni anni e il samurai, dopo aver fatto carriera, si sposa con la giovane figlia del signore. Ma in lui comincia a riaffiorare, dopo il secondo matrimonio, il ricordo della sua prima moglie, scoprendo di amarla ancora profondamente.
Trascorsi altri anni, il samurai decide di far ritorno a Kyoto per cercare la donna; entrato nella sua vecchia casa, ritrova la moglie che lo accoglie a braccia aperte. Passata la notte insieme, il samurai, al risveglio, scopre con terrore che la donna era in realtà un fantasma e la casa, apparentemente solida, crolla rovinosamente con lui dentro. Uscito con sofferenza dalle macerie, il samurai si ritrova improvvisamente vecchio e debole.

### Yuki-onna(La donna della neve)
Due boscaioli, l'anziano Mosaku e il giovane Minokichi, vengono colti da una intensa tempesta di neve che gli impedisce il ritorno al villaggio. Trovato riparo in una capanna, durante la notte Minokichi si sveglia all'improvviso e si trova davanti la mitologica donna della neve, tutta vestita di bianco; la donna, che ha appena ucciso Mosaku, decide di risparmiare il giovane, a patto che non riveli a nessuno di averla vista. Il giorno dopo, Minokichi, ancora scosso per l'inquietante apparizione, fa ritorno a casa, tacendo con la madre dell'accaduto. Tempo dopo, il ragazzo incontra una giovane e bellissima donna venuta da lontano; i due si innamorano e si sposano, mettendo al mondo tre figli.
Ma un giorno, Minokichi, passati dieci anni dalla morte di Mosaku, decide di rivelare le circostanze a sua moglie, facendole notare come lei somigli alla donna della neve; ma, una volta raccontatole la storia, la moglie cambia improvvisamente espressione e si trasforma in quello che è sempre stato: la donna della neve. Lei gli rivela di avere amato lui e i suoi figli in questi anni da mortale e per questo, gli risparmia ancora una volta la vita, fuggendo però da lui, per sempre.

### Miminashi Hoichi no hanashi(La storia di Hoichi Senzaorecchie)
Hoichi, un giovane monaco buddista cieco dotato di un notevole talento musicale, ama dilettarsi cantando, accompagnato dalle note del proprio biwa, della guerra scoppiata tra i due potenti clan rivali dei Taira e dei Minamoto per l'egemonia del Giappone del XII secolo. Nella fattispecie, è solito rievocare col suo canto la decisiva battaglia di Dan-no-ura (svoltasi proprio lungo le coste del suo paese) in cui i Taira, vedendo la propria armata sopraffatta da quella dei loro avversari, scelsero di suicidarsi gettandosi uno ad uno a mare, compreso l'imperatore bambino Antoku. 
I suoi canti vengono un giorno ascoltati dai fantasmi del clan decaduto i quali, essendo rimasti colpiti dalla capacità del giovane di farli rivivere con la sua musica i ricordi di quell'infausta giornata, decidono d'avvicinarlo per far sì che ogni notte questi li diletti cantando al loro cospetto i versi dell'Heike monogatari (l'epopea che narra perlappunto del conflitto tra i Taira ed i Minamoto). Gli spiriti si mostrano parecchio esigenti, e più Hoichi passa le sue notti a suonare per loro, più la sua salute comincia a deperirsi, tanto da far scattare i sospetti e le preoccupazioni dei suoi maestri i quali, una volta appurato dell'accordo stretto da Hoichi con i fantasmi dei Taira, mettono in guardia il giovane sulla pericolosità della situazione; i fantasmi, essendo infatti consci della mortalità del giovane, hanno deciso d'ucciderlo dopo la sua ultima esibizione, in maniera tale da poter avere il suo spirito come loro biwa hoshi in eterno. 
Capita dunque l'effettiva gravità della faccenda, Hoichi si fa dipingere su tutto il corpo il Sutra del Cuore, capace di renderlo invisibile agli spettri se resterà immobile, tratterà il respiro e non emetterà alcun suono. Lo stratagemma pare funzionare, ma solo parzialmente: i maestri, infatti, si sono scordati di dipingergli le orecchie e perciò quando il samurai incaricato di prelevarlo ogni notte gli si presenta come di consueto questi, non vedendo del giovano altro che le sue orecchie (e ritenendo quindi che sia scomparso lasciandosele dietro), gliele strappa per poter giustificare al suo signore infante la propria inadempienza.
Gli spiriti scompaiono quindi dalla sua vita, sebbene a costo d'averlo reso mutilo, ma non tutti i mali sembrano venire per nuocere; infatti, la sua vicenda di biwa hoshi bramato addirittura dagli spettri d'un antico e glorioso casato si sparge al punto da rendere il suo tempio un'attrazione per la gente, che accorre da ogni parte del Paese per sentirlo suonare, e persino la stessa corte imperiale comincia a richiedere i suoi servigi.

### Chawan no naka(In una tazza di tè)
Nei primi del Novecento, uno scrittore si sta cimentando nella lettura di una storia; il racconto narra del guerriero Kannai che vede riflesso, nella sua tazza di tè, uno strano personaggio, che si presenta la sera stessa a casa di Kannai. Il guerriero, riconoscendolo, lo ferisce con la spada, ma subito dopo essere stato colpito, l'uomo, che è un samurai, scompare nel nulla. Trascorrono poche ore e tre seguaci del ferito arrivano con l'intento di vendicarlo.
Kannai riesce strenuamente ad ucciderli, ma la gioia dell'impresa dura poco; i tre "visitatori" sono degli spiriti e, come tali, non possono essere uccisi... Il racconto si blocca qui, senza un finale, lasciando lo scrittore in preda a diversi interrogativi. Ma i suoi dubbi trovano una spiegazione subito dopo la fine della lettura; lo scrittore fugge terrorizzato dopo aver visto, in una giara piena d'acqua, il riflesso di Kannai.

## Critica
- « Un film di raffinata eleganza, è di un'incantevole bellezza visiva che non indebolisce mai la quieta sapienza narrativa. » Commento del dizionario Morandini che assegna al film quattro stelle su cinque di giudizio.[3]
- Il dizionario Farinotti che assegna al film tre stelle su cinque di giudizio, senza fornire alcun commento critico.[4]
- « Nell'insieme, è un film unico, senza cedimenti. Estremamente inventivo l'uso del colore. » Commento del dizionario dei film horror.[5]
- Rotten Tomatoes assegna al film un punteggio di 7.5/10.[6]